# La Morra
La Morra (piemontesisch a Mora) ist eine italienische Gemeinde in der Provinz Cuneo (CN) in der Region Piemont und ist Träger der Bandiera Arancione des TCI.

## Lage und Einwohner
La Morra liegt knapp 60 km nordöstlich von der Provinzhauptstadt Cuneo entfernt in der Weinregion Langhe. Das Gemeindegebiet umfasst eine Fläche von 24,17 km² und hat 2639 Einwohner (Stand 31. Dezember 2023).
Die Nachbargemeinden sind Alba, Barolo, Bra, Castiglione Falletto, Cherasco, Narzole, Roddi und Verduno. 

## Geschichte

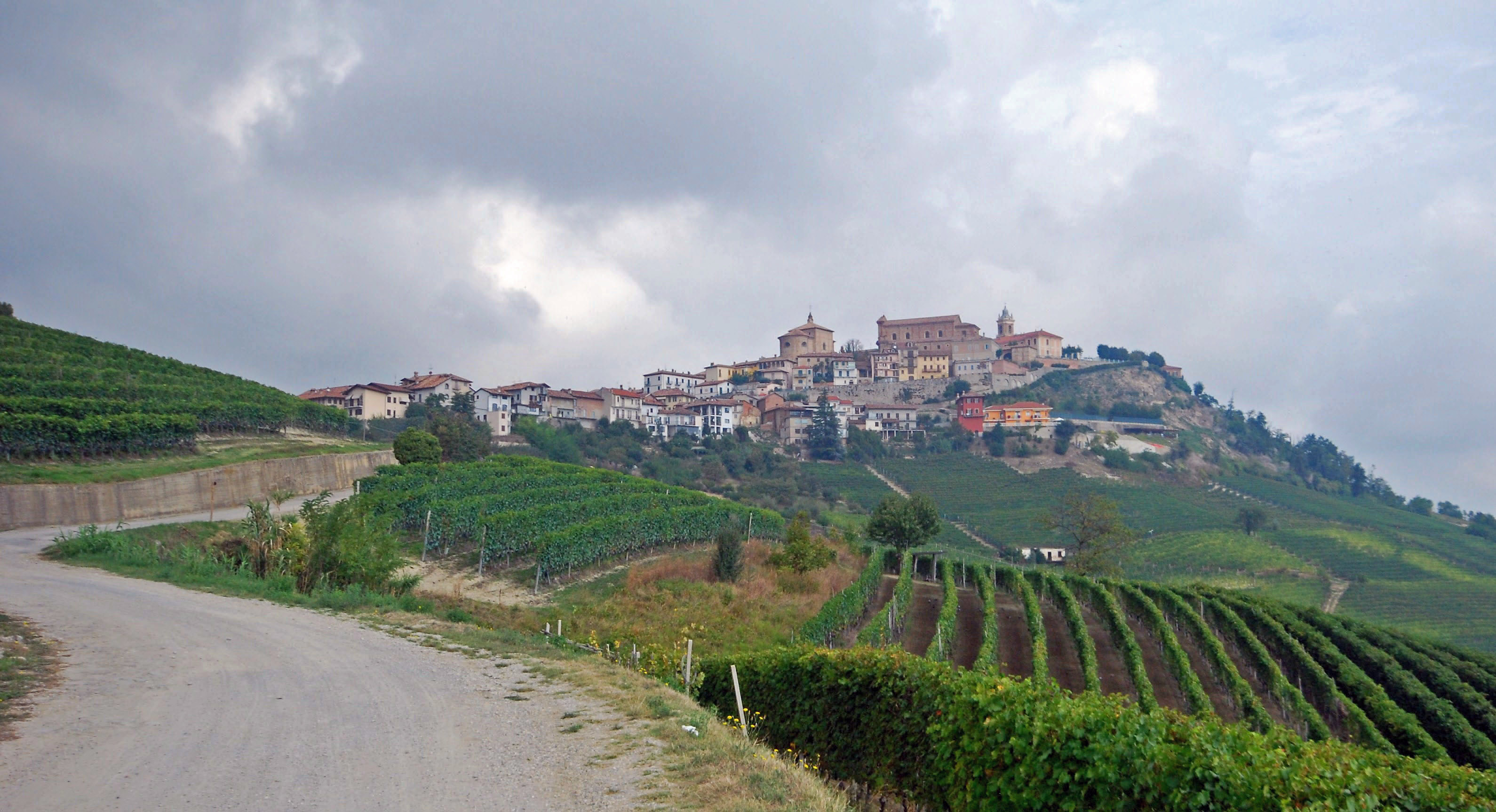
Panorama

La Morra geht zurück auf ein in der Zeit des Römisches Reichs. Zu Beginn des 2. Jahrtausends begann die Stadt Alba mit der Rodung und Bearbeitung der umliegenden Hügel. Damals entstand auf der Spitze des Hügels das Dorf Murra (Murra bedeutet „Schafgehege“). Im Jahr 1340 kam es unter die Herrschaft der Familie Falletti. 1435 übergab er sich dem Herzog von Mailand. Nach abwechselnden Ereignissen unter Frankreich und Spanien ging es 1631 an die Familie Savoyen über. In 1631 fiel die Region an das Haus Savoyen. 
Im Zweiten Weltkrieg beteiligten sich Mitbürger von La Morra am Partisanenkampf. Beim Massaker von „Cerequio La Morra“ im August 1944 wurden ca. 30 Personen durch faschistische Milizen hingerichtet.

## Weinbau
La Morra ist eine der bedeutendsten Weinbaugemeinden des Piemont. 1402 gab es sich eine eigene Satzung, in der die Rebsorte Nebbiolo (Nebiolium), aus der der Barolo-Wein stammt, und die Rebsorte Pignolo (Pignolium), die inzwischen aus dem Gebiet der Lamorrese verschwunden war, erstmals in der Gegend erwähnt werden. Von hier kommen viele der besten Weine der Region Barolo. Die Winzer Elio Altare und Roberto Voerzio haben hier ihre Weingüter. Das Weinmuseum ist einen Besuch wert. In La Morra werden auch Reben für den Dolcetto d’Alba, einen Rotwein mit DOC Status angebaut.

## Sehenswürdigkeiten

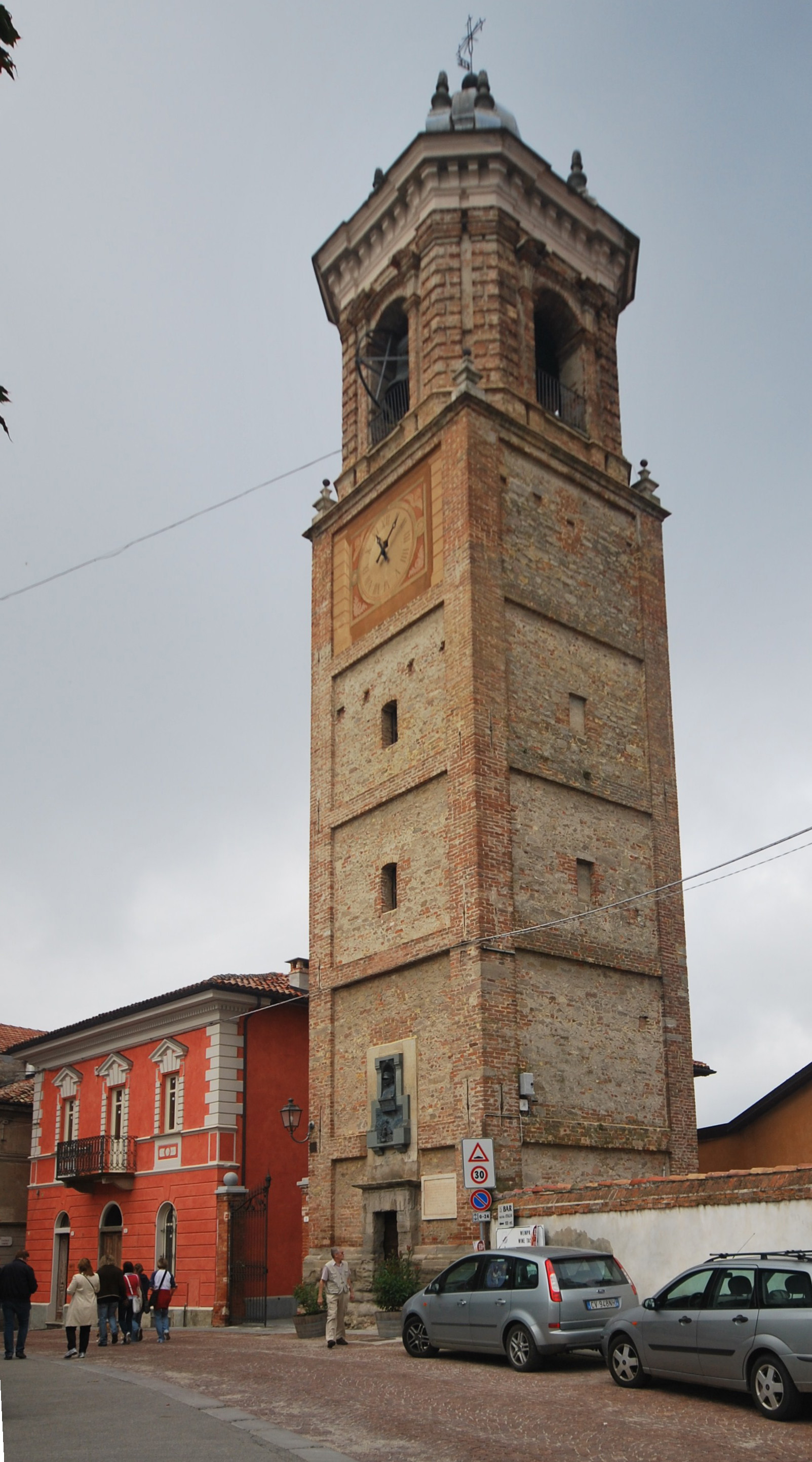
Torre La Morra, erbaut 1709–1711, Gesamthöhe 31 Meter
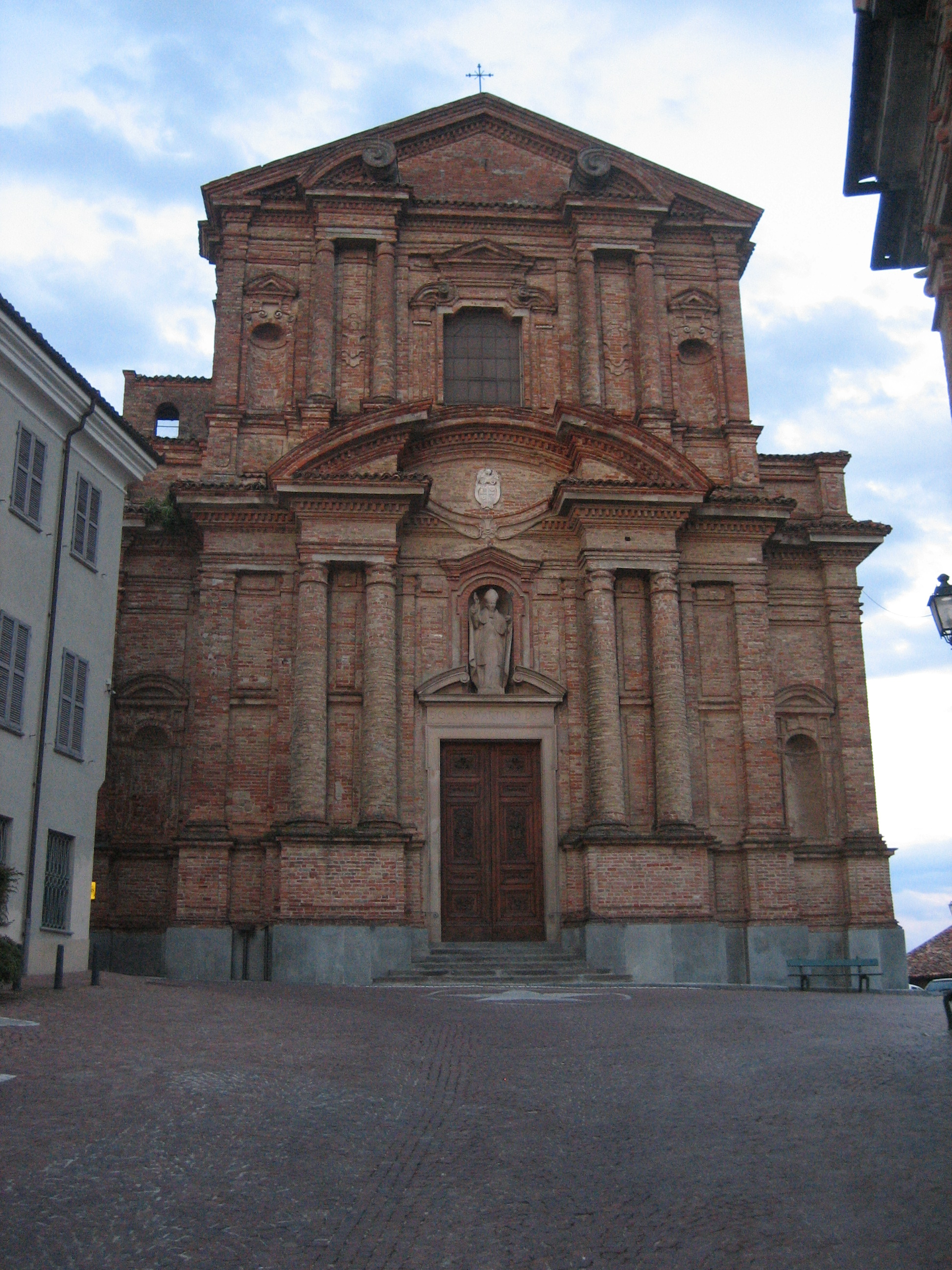
Pfarrkirche San Martino, erbaut 1684–1695 von Michelangelo Garove
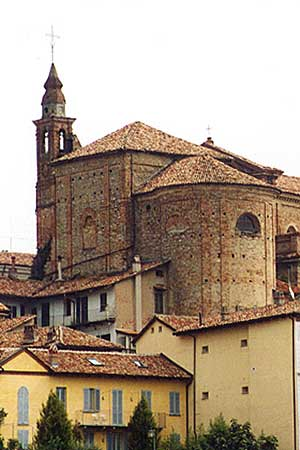
Kirche San Rocco, erbaut 1716–1750, Rückansicht
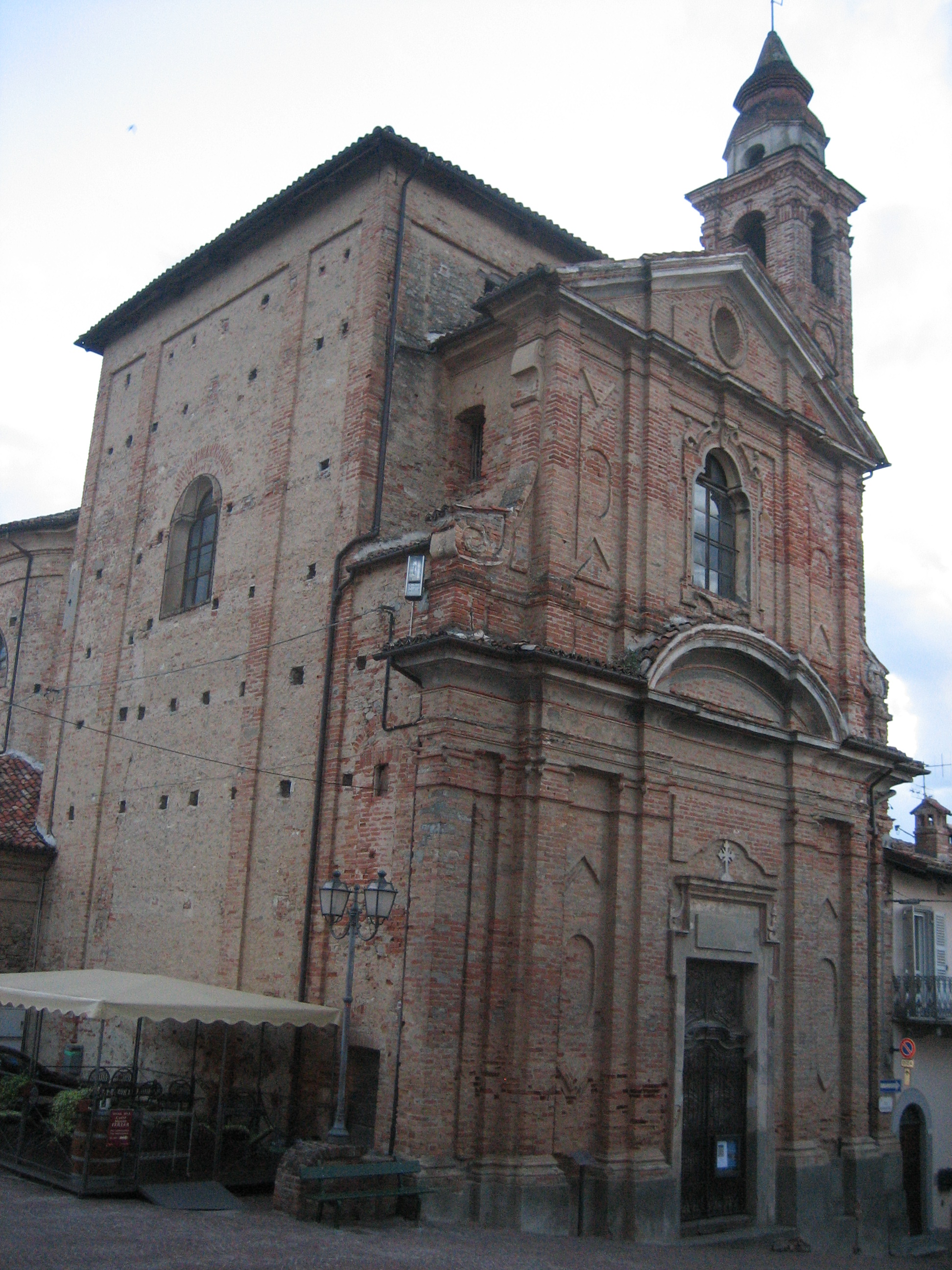
Kirche San Rocco, erbaut 1716–1750, Hauptfassade
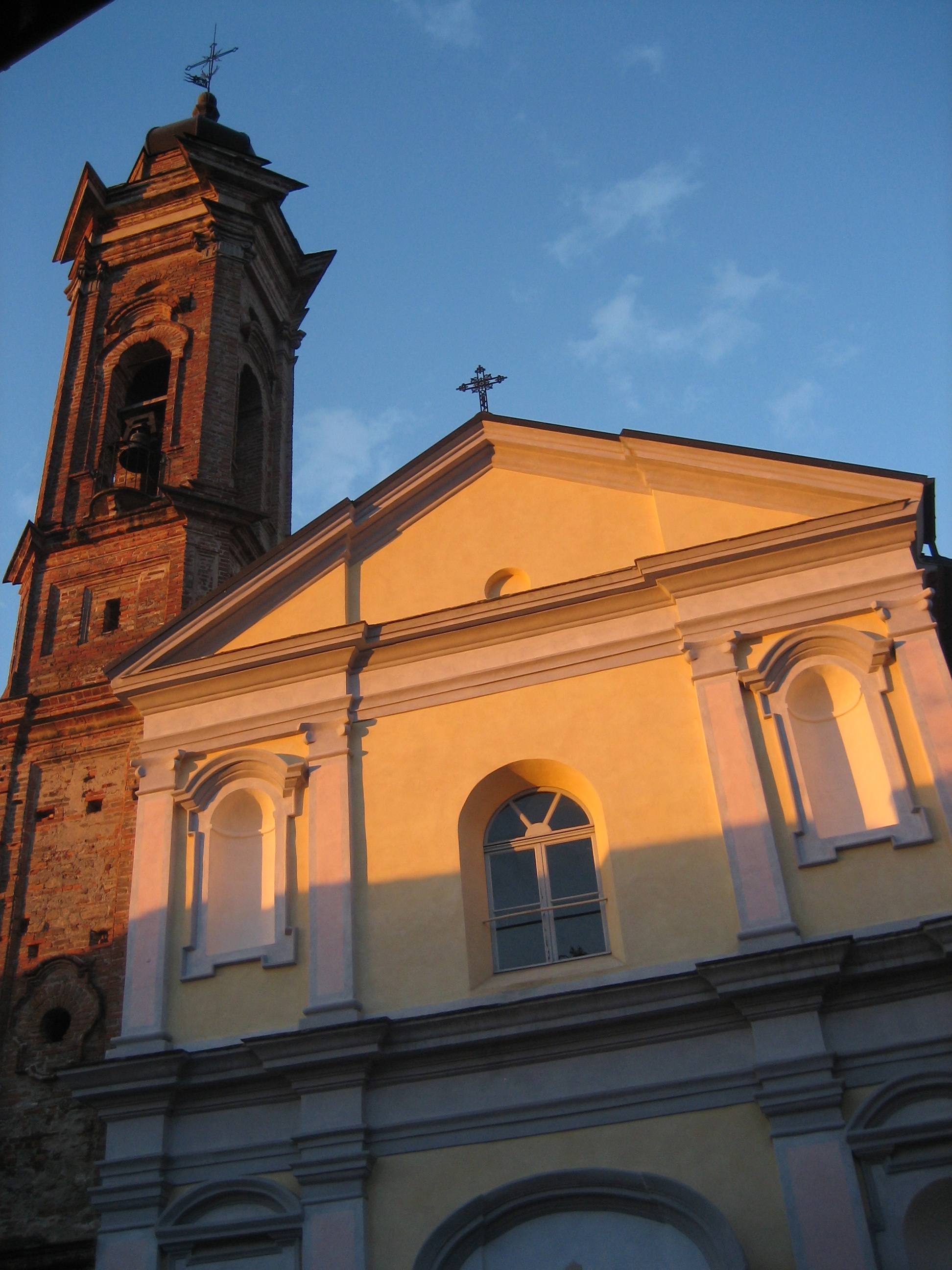
Kirche San Sebastiano, erbaut 1700–1708, Glockenturm von 1766
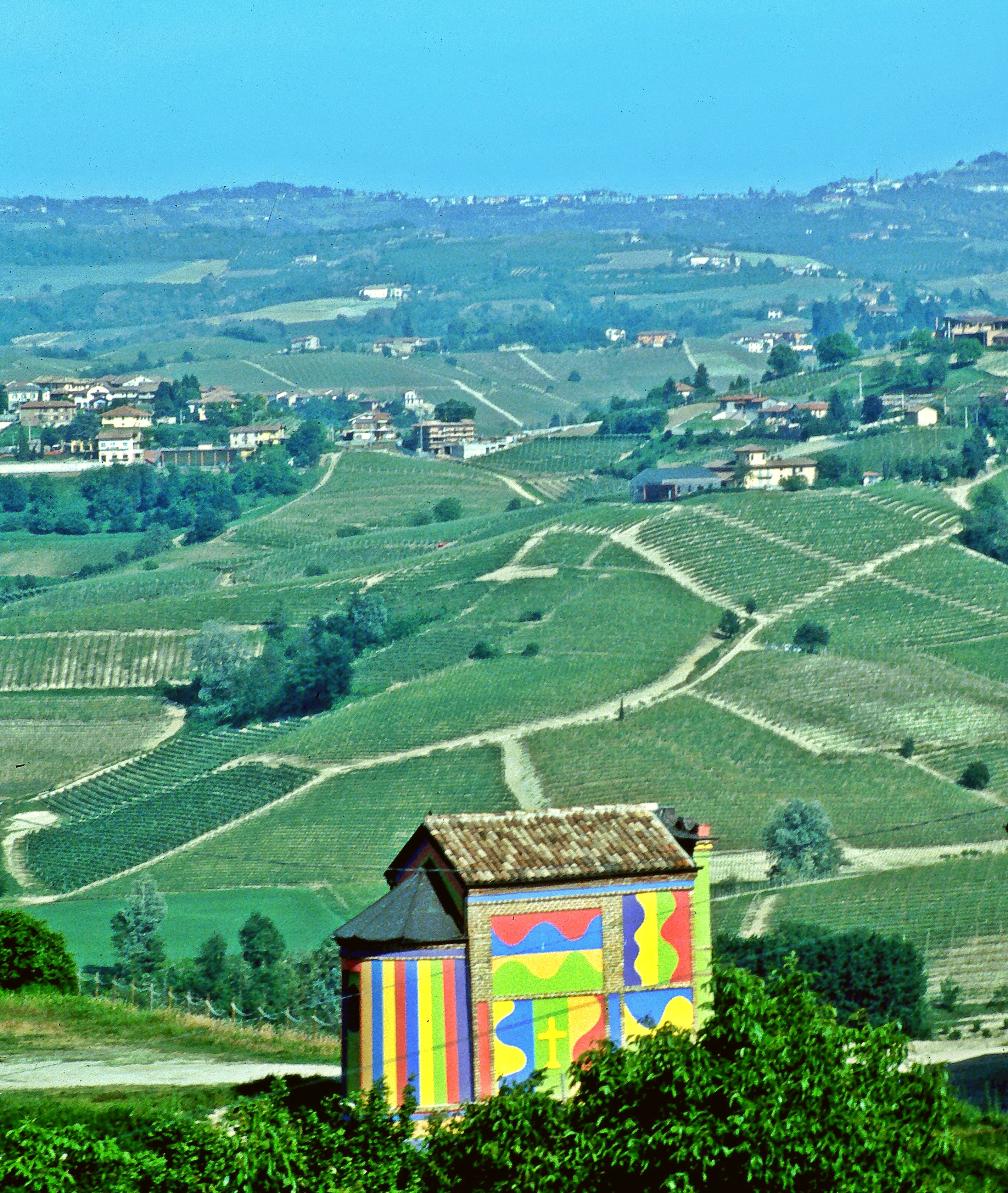
Cappella della Madonna delle Grazie

## Gemeindepartnerschaft
- Sulzburg

La Morra pflegt eine Partnerschaft zu der Stadt Sulzburg im Südwesten des deutschen Bundeslandes Baden-Württemberg. Die ersten Kontakte zwischen den Gemeinden ergaben sich 1992 bei einem Besuch von Antonio Esposito (Restaurant La Vigna/Sulzburg) und Hilmar Czwartek (Winzergenossenschaft Laufen) bei Gianni Voerzio (Winzer in La Morra) und Giovanni Bosco (Bürgermeister von La Morra). Die offizielle Verschwisterung der beiden Gemeinden erfolgte im Jahre 2003 mit der Unterzeichnung der Urkunden durch die beiden Bürgermeister Peter Wehrle für Sulzburg und Giovanni Bosco für La Morra.